# Stolac (montagne)
Pour les articles homonymes, voir Stolac (homonymie).
Le mont Stolac est le point culminant du massif de Zvijezda, dans les Alpes dinariques. Il s'élève à 1 673 mètres.
Le mont Stolac est situé en Bosnie-Herzégovine, tandis que les monts Zvijezda s'étendent également en Serbie.